# Kongens Nytorv
Pour l’article homonyme, voir Kongens Nytorv (métro de Copenhague).
Kongens Nytorv (français : Nouvelle Place du Roi) est une place située au cœur du centre-ville historique d'Indre By à Copenhague, la capitale et plus grande ville du Danemark. C'est la plus grande place de Copenhague et de nombreux bâtiments importants et élégants y font face.
La place fut fondée en 1670 par le roi Christian V de Danemark, qui avait pour modèle la place Vendôme à Paris. Il a déplacé le centre de Copenhague de Gammeltorv, qui était une ancienne place médiévale, à la nouvelle place avec des pavés et des jardins.

## Situation et accès
La place se situe entre la rue commerçante principale Strøget et le canal de Nyhavn (français : Nouveau port), l'un des endroits les plus pittoresques de Copenhague.

## Historique

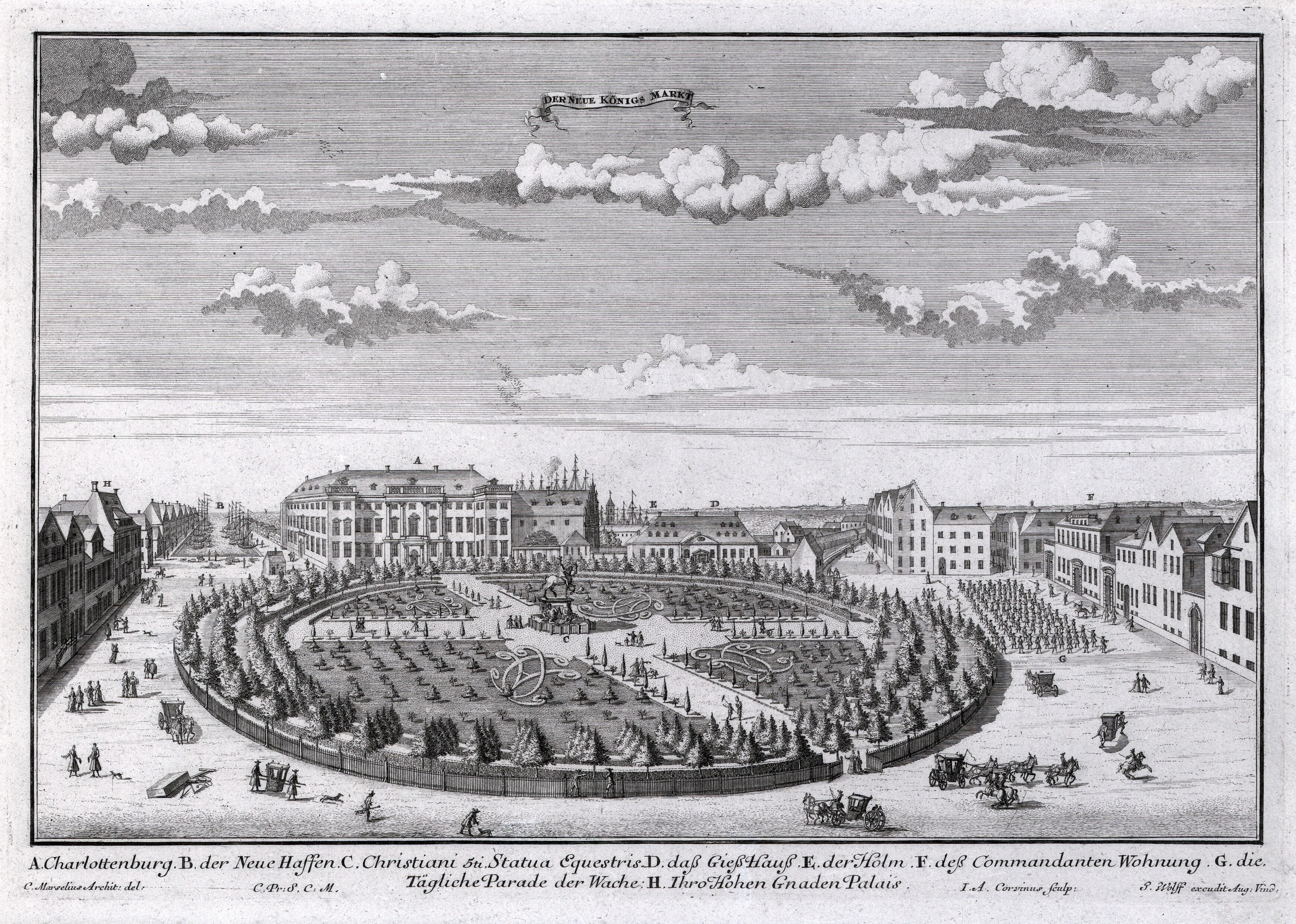
Der Neue Königs Markt. Gravure sur cuivre du début du XVIIIe siècle.

Jusqu'au milieu du XVIIe siècle, le terrain occupé par cette place se trouvait à l'extérieur des remparts de Copenhague, dont le rempart est, Østervold, longe l'actuelle bord ouest de la place avec la porte est de la ville Østerport située au bout de la rue Østergade.
La place fut créée par le roi Christian V en 1670 et est agrémentée en son centre d'une statue équestre de ce même roi costumé en imperator, œuvre du sculpteur français Abraham César Lamoureux (1640-1692).
Depuis 2002, Kongens Nytorv est desservi par les lignes 1 et 2 du métro de Copenhague. Après plusieurs années de travaux, elle est desservie par la ligne 3 du métro de Copenhague depuis le 29 septembre 2019

## Bâtiments remarquables et lieux de mémoire
De nombreux bâtiments officiels entourent cette place, dont le Théatre royal (siège du Ballet royal), le palais de Charlottenborg (siège de l'Académie royale des beaux-arts), le palais Thott (siège de l'ambassade de France), l'hôtel d'Angleterre et le grand magasin Magasin du Nord.

## Galerie photos

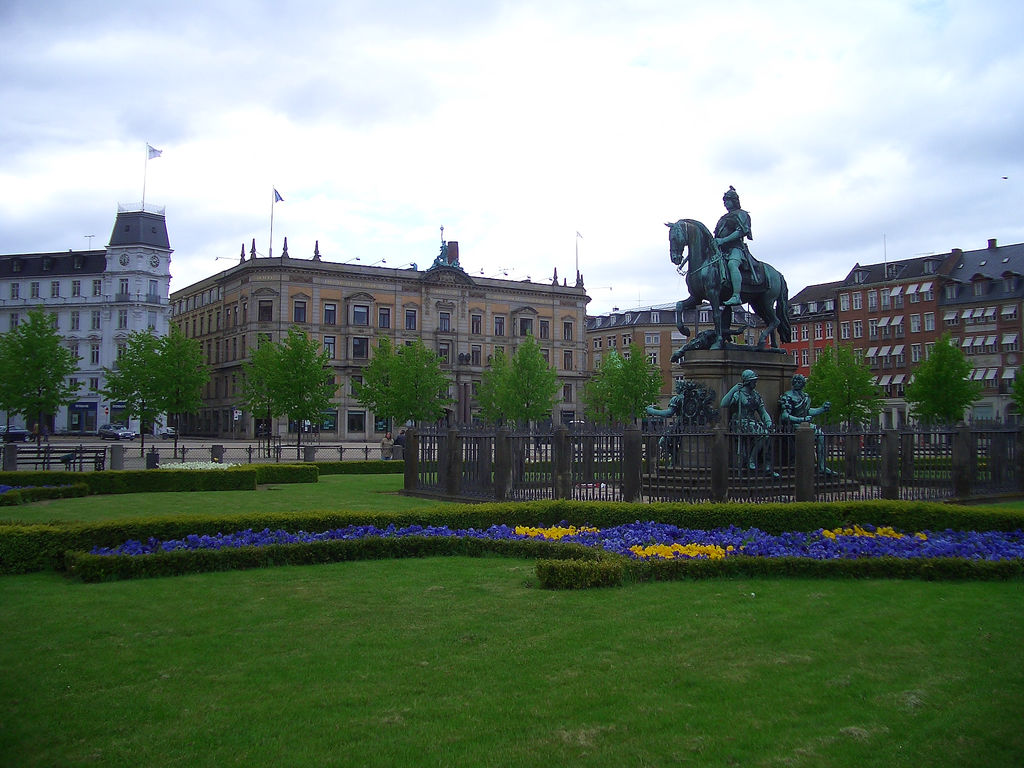
Statue équestre du roi Christian V.
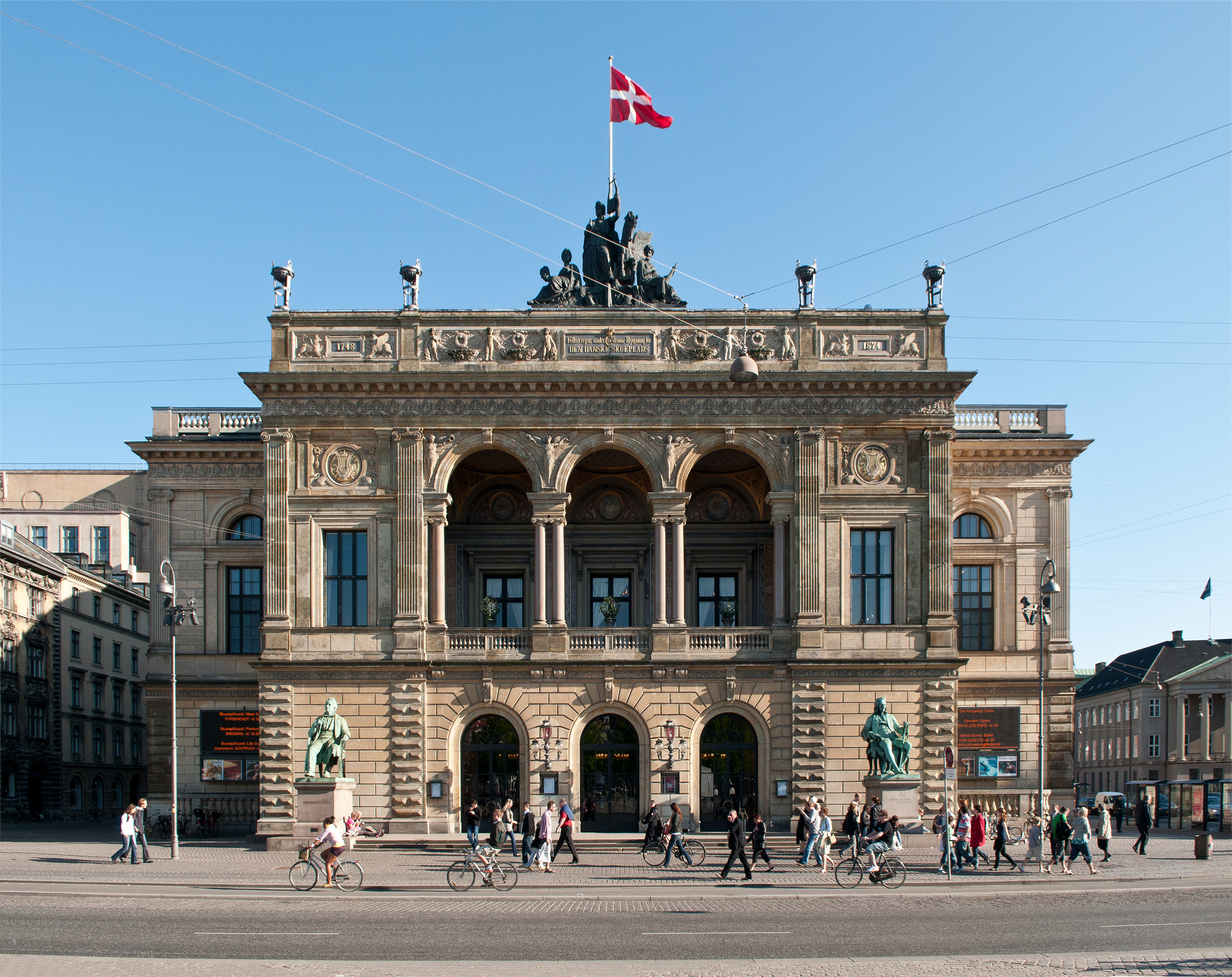
Le Théatre royal, siège du Ballet royal.
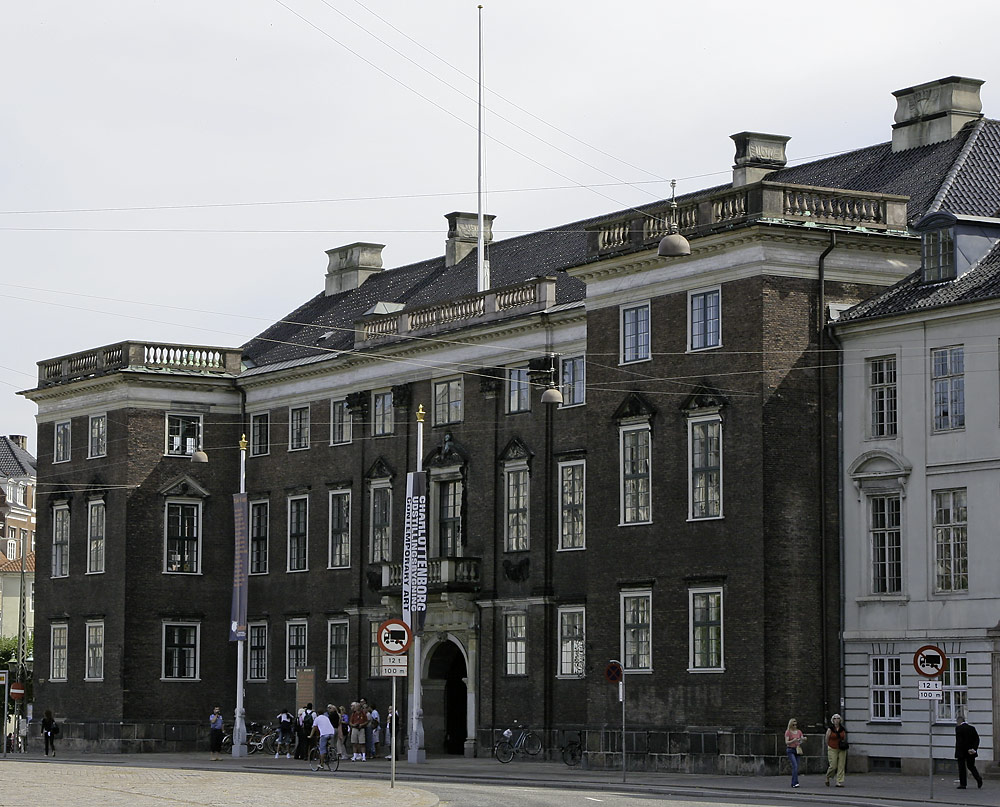
Le Palais de Charlottenborg, siège de l'Académie royale des beaux-arts.
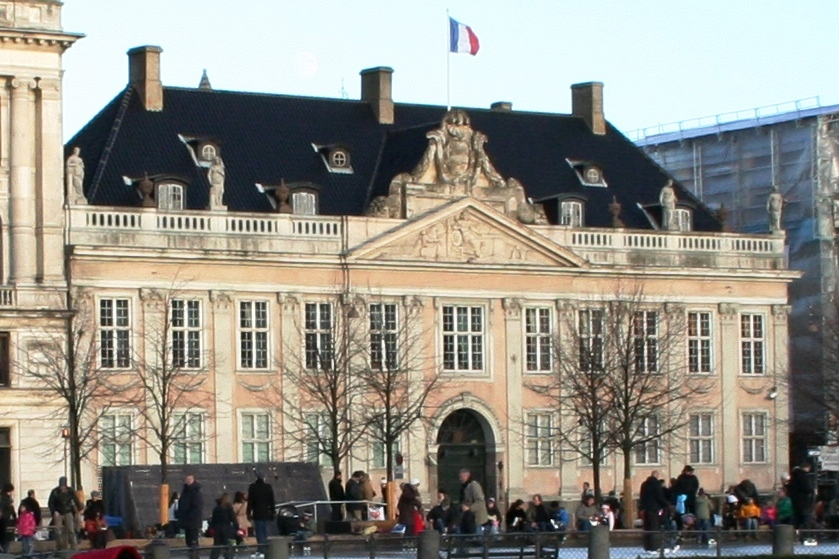
Le Palais Thott, siège de l'Ambassade de France.
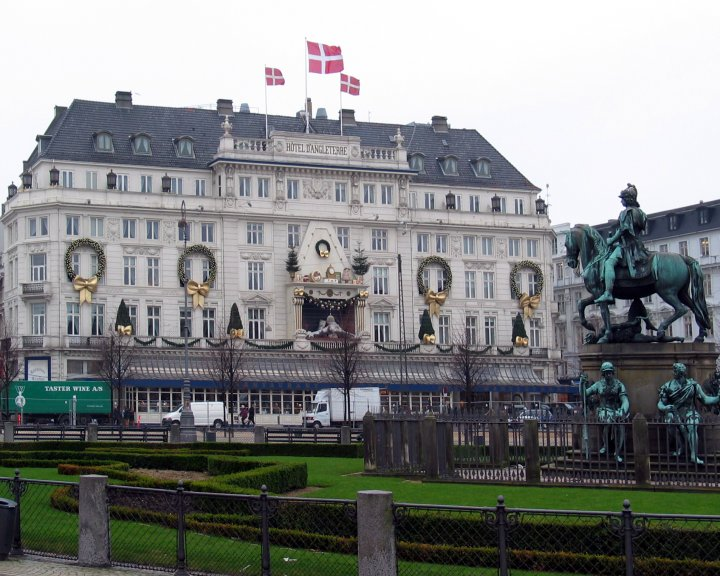
L'Hôtel d'Angleterre.
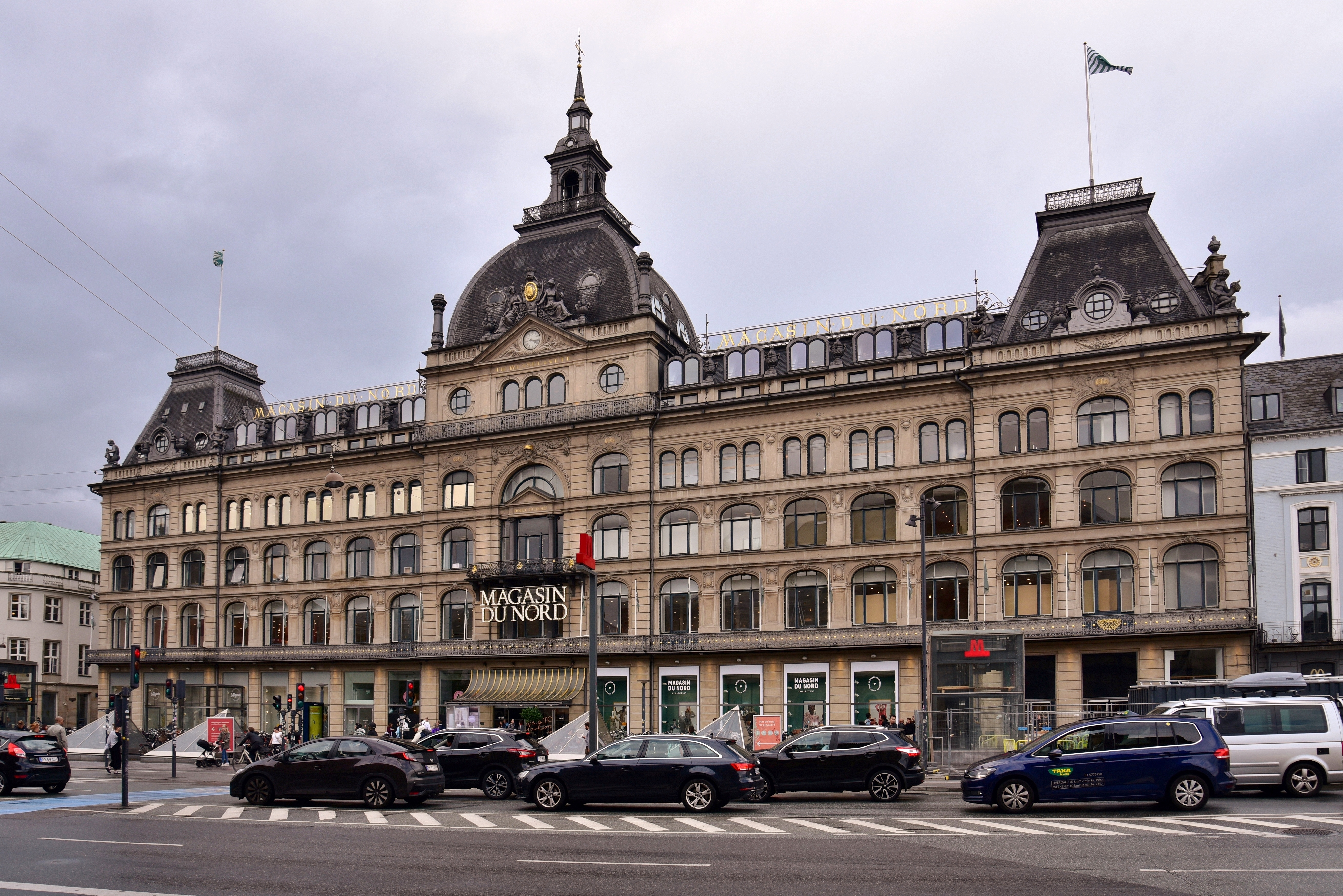
Le grand magasin Magasin du Nord.
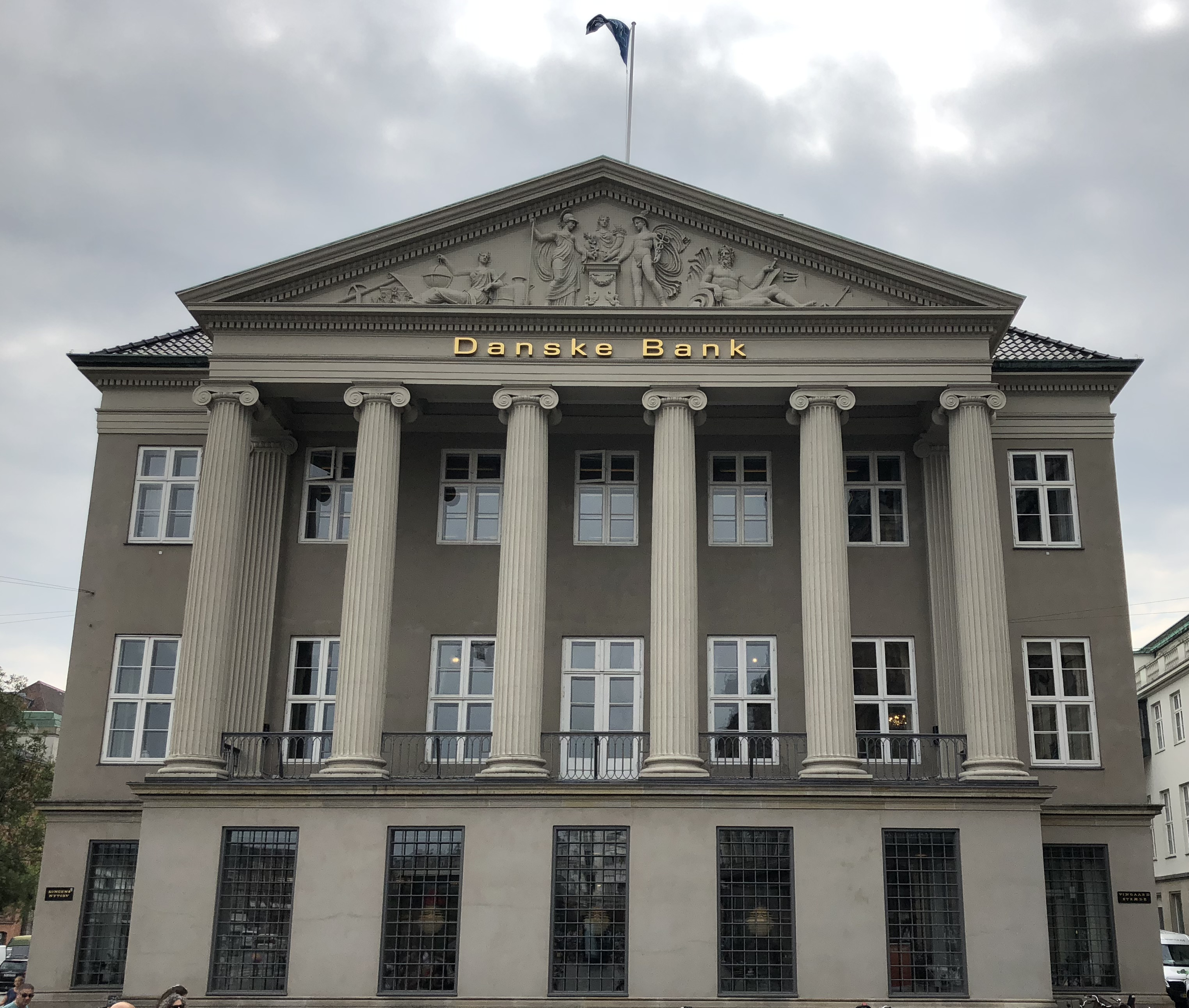
Le palais Erichsen, siège de la Danske Bank